# Dirty drug
In farmacologia, un "dirty drug" (farmaco sporco) è un termine informale per i farmaci che possono legarsi a molti bersagli molecolari diversi o recettori nel corpo, e quindi tendono ad avere una vasta gamma di effetti collaterali e reazioni avverse. Oggi, le aziende farmaceutiche cercano di fare nuovi farmaci selettivi che minimizzino il binding ad altri target e riducano al minimo l'insorgenza di effetti collaterali.
Esempi di composti spesso citati come "dirty drug" includono la clorpromazina, il destrometorfano e l'ibogaina, ognuno dei quali si lega a recettori multipli o influenza più sistemi recettoriali. Ci possono essere casi di vantaggi per farmaci che presentano attività multi-recettore come l'ibogaina, un farmaco anti-dipendenza, che agisce all'interno di una vasta gamma di sistemi neuro-ormonali in cui l'attività è esposta anche da farmaci comunemente associati con la dipendenza da oppiacei, nicotina e alcool. Allo stesso modo la clorpromazina viene utilizzata principalmente come un antipsicotico, ma i suoi effetti di forte bloccante del recettore della serotonina lo rendono utile per il trattamento di crisi serotoninergiche come la sindrome serotoninergica. Il Destrometorfano dal canto suo è ampiamente usato come un farmaco contro la tosse, ma le sue altre azioni hanno portato a processi per diverse reazioni quali per un uso in aggiunta alla analgesia, e un potenziale farmaco anti-dipendenza, così come il suo uso ricreativo occasionale come dissociativo.
Un altro esempio è la kanamicina, un antibiotico aminoglicoside che induce la sordità attraverso il blocco delle cellule ciliate esterne della coclea; tuttavia ha molti altri effetti, indebolendo ad esempio il collagene e biosintesi del DNA. Esso agisce inibendo la sintesi delle proteine in organismi sensibili. La kanamicina richiede una stretta supervisione clinica a causa della sua potenziale tossicità e gli effetti collaterali negativi dei rami uditivo e vestibolare del nervo cranico e ai tubuli renali.
La clozapina e il dimebon sono esempi di farmaci utilizzati nel trattamento di disturbi del SNC che hanno una efficacia superiore proprio per il loro "multiforme" ampio spettro modo di attività. Analogamente, in chemioterapici contro il cancro, è stato riconosciuto che i farmaci attivi a più di un bersaglio hanno una maggiore probabilità di essere efficaci. Alcuni esempi di farmaci contro il cancro "promiscui" sono: Sutent, Sorafenib, Zactima, and AG-013736.
Nel campo dei farmaci usati per curare la depressione, gli IMAO e i TCA si reputa abbiano un'efficacia che è superiore alla SSRI. Gli SSRI sono di solito, tuttavia, scelti come agente di prima linea e non gli IMAO (meno selettiva) e i TCA per diversi motivi. In primo luogo, gli SSRI sono più sicuri in caso di sovradosaggio di TCA. In secondo luogo, gli IMAO possono causare gravi effetti collaterali se mescolato con alcuni alimenti, tra cui crisi ipertensiva pericolosa. IMAO e TCA generalmente hanno più effetti collaterali rispetto SSRI. I TCA in particolare possono avere effetti collaterali anticolinergici come la stipsi e la visione offuscata, mentre gli SSRI hanno meno effetti collaterali anticolinergici.